# Micraster
Die Gattung Micraster umfasst fossile, ehemals im Substrat lebende (geophage) Seeigel (Echinoidea), deren äußere Form an ein Herz erinnert. Im Deutschen werden sie daher auch als Herzigel bezeichnet. Ihre Schale setzt sich aus Calcit mit hohem Mg-Gehalt zusammen. Seeigel der Gattung Micraster werden vor allem in der Schreibkreide gefunden und können aufgrund ihrer typischen Morphologie und guter Erkennbarkeit zur Biostratigraphie verschiedener Gesteinshorizonte verwendet werden.

## Beschreibung
Die herzförmige bis ovale Kalkschale von Micraster-Seeigeln kann eine Größe von bis zu 10 cm vorweisen. Micraster verfügen über eine bilaterale Symmetrie mit fünf sternartig vertieften Kalkelementen (Ambulakralfeldern, Pelatoiden) um den Scheitelschild (Apikalsystem), an dem die Neubildung der Kalkelemente stattfindet. Diese reichen von der Oberseite bis zur Unterseite und sind mit Ambulakralfüßchen versehen, welche durch Poren in den Innenraum des Seeigels reichen. Das Peristom (Mundöffnung) befindet sich an der Unterseite (oral), jedoch im vorderen Bereich (anterior), unterhalb der sichtbaren Einkerbung, nicht mittig wie bei anderen Echinoideen. Das Periprokt (After) liegt ebenfalls nicht mittig, sondern an der Oberseite (aboral) im hinteren Bereich (posterior). Beide sind durch eine Verdickung der Kalkschale zusätzlich geschützt. Zu Lebzeiten bot die asymmetrische Anordnung sowohl Schutz vor möglichen Fressfeinden als auch verbesserte Mobilität im Substrat.

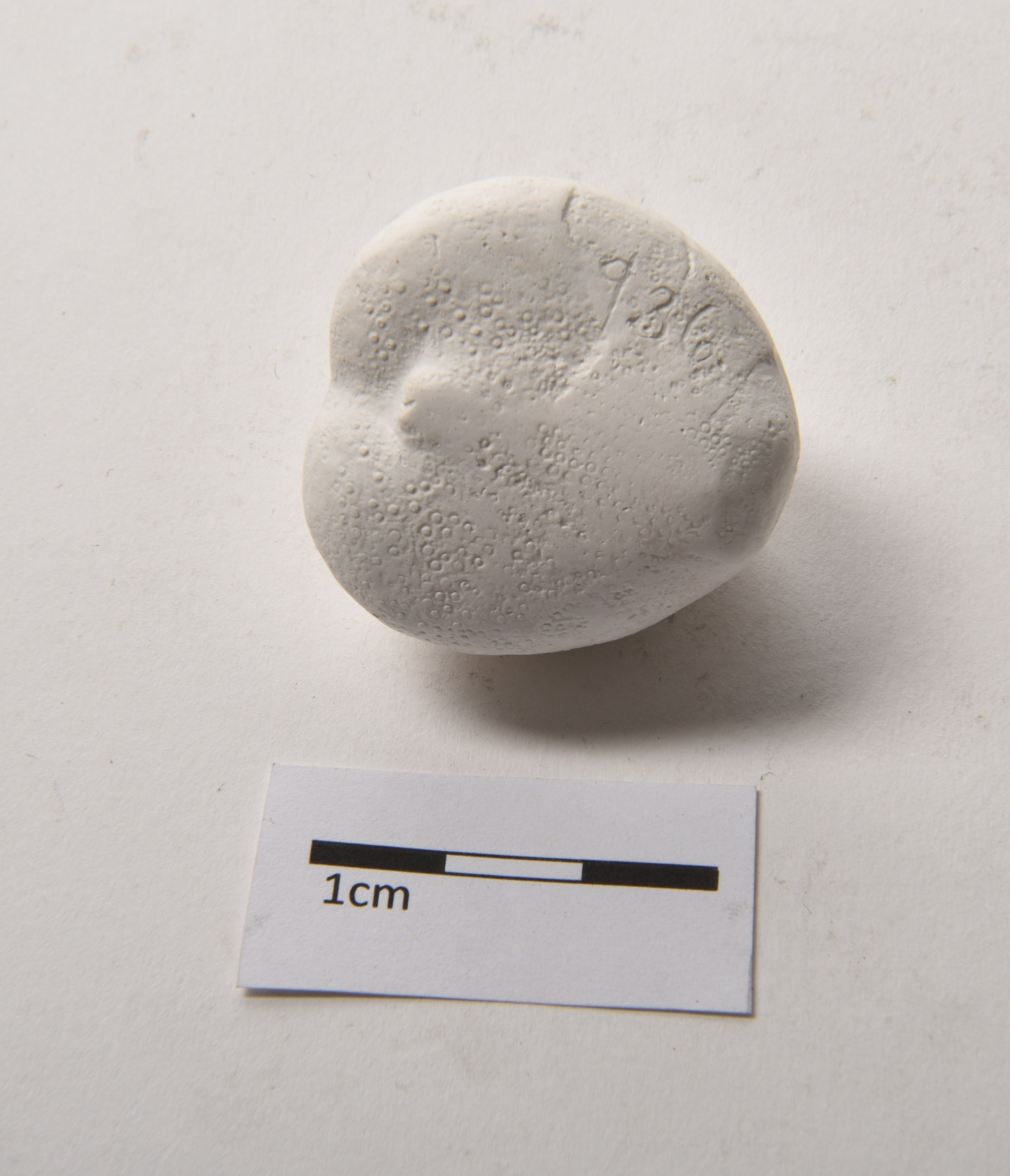
Micraster gibbus (Unterseite) mit deutlich erkennbarem Peristom (Mundöffnung) im anterioren Bereich.

## Klassifikation / Systematik
Die Gattung Micraster gehört zur Familie der Micrasteridae in der Unterordnung Micrasterina, welche der Ordnung der Spatangoiden (Spatangoida) angehört. Diese sind der Klasse Echinoidea (Seeigel) untergeordnet, welche zum Stamm Echinodermata (Stachelhäuter) gehören. Diese gehören wie die Kiemenlochtiere (Hemichordata) zum ranglosen Taxon Ambulacraria und zum Überstamm der Neumünder (Deuterostomia).

## Alter und Fundstellen
Micraster lebten vermutlich in der Zeitspanne zwischen 93,5 Ma (Turonium, Kreide) und 56 Ma (Paläozän, Paläogen). Sie können sowohl in Europa, Nordamerika und im Gebiet der ehemaligen Sowjetunion gefunden werden. Die bekanntesten Fundstellen in Deutschland befinden sich in Wüllen bei Ahaus, Halle/Westfalen, Coesfeld und Höver/Misburg.

## Forschungsgeschichte
Erste Funde und Beschreibungen von Echinoideen der Gattung Micraster wurden bereits im 18. Jahrhundert gemacht. Im 19. Jahrhundert beschrieb und klassifizierte der Paläontologe Louis Agassiz erstmalig die Gattung Micraster und legte die Grundlage für deren systematische Kategorisierung. Detaillierte paläontologische Untersuchungen folgten im späten 19. und frühen 20. Jahrhundert durch Forscher wie Thomas Wright und Mortensen. Diese trugen erheblich zur Beschreibung, Taxonomie und Systematik bei. Im Laufe des 20. Jahrhunderts begann die Anerkennung von Micraster als biostratigraphisches Leitfossil für die Oberkreide. Studien zur Paläobiogeographie halfen, die Verbreitungsmuster und die evolutionäre Entwicklung von Seeigeln in der Kreidezeit zu rekonstruieren.

## Ökologie
Der Micraster belebte den küstennahen flachmarinen Raum und lebte teilweise im Sediment eingegraben (semi-infaunal), um sich vor Fressfeinden zu schützen. Die Form ihres Gehäuses ermöglichte ein erleichtertes Fortbewegen durch einen gerichteten Strom des wassergesättigten Substrats. Micraster ernährten sich durch die Filterung von Nährstoffen aus den sie umgebenden Ablagerungen und Sedimenten (Ablagerungs-Fresser, Detritusfresser).

## Arten
- Micraster acutus
- Micraster americanus
- Micraster bibicensis
- Micraster brevis
- Micraster burgiensis
- Micraster carinatus
- Micraster coranguinum
  - Micraster coranguinum simpsoni (Unterart)
- Micraster coravium
- Micraster corbovis
- Micraster cortestudinarium
- Micraster cracoviensis
- Micraster depressus
- Micraster desori
- Micraster eysdenensis
- Micraster gappi
- Micraster glyphus
- Micraster leskei
- Micraster montensis
- Micraster norfolkensis
- Micraster piriformis
- Micraster pseudorostratus
- Micraster rogalae
- Micraster schroederi
  - Micraster schroederi planus (Unterart)
- Micraster subglobosus
- Micraster trangahyensis
- Micraster uddeni
- Micraster vistulensis
- Micraster (Gibbaster) (Untergattung)
  - Micraster (Gibbaster) gibbus
  - Micraster (Gibbaster) norfolkensis
- Micraster (Plesiaster) (Untergattung)